# Patricia N'Goy Benga
Nsuda Patricia N'Goy Benga (Kinshasa, 21 novembre 1971) è un'ex cestista della Repubblica Democratica del Congo.

## Carriera
Ha disputato i Giochi olimpici di Atlanta 1996 e due edizioni dei Campionati mondiali (1990, 1998).